# Kies Kiekeboe
Kies Kiekeboe is het dertiende stripverhaal van De Kiekeboes. De reeks wordt getekend door striptekenaar Merho.

## Verhaal
Marcel Kiekeboe gaat in de politiek, nadat de Amerikaan Bill Speckneck van het reclamebureau ‘’Speckneck Publicity’’ hem overtuigde van zijn politieke kunnen. Zijn tegenstanders zijn Hector Leepmans, het nieuwe vriendje van Fanny die opkomt voor groen links en Jonkheer Piston de la Soupape, een steenrijke 96-jarige die Kiekeboe probeert om te kopen. Maar zijn meeting in de stadsschouwburg loopt in het honderd.